# Храм Успіння Богородиці (Курськ)
Храм Успіння Пресвятої Богородиці — католицький храм у місті Курськ. Адміністративно належить до Архієпархії Матері Божої (з центром у Москві), очолюваної архієпископом митрополитом Паоло Пецці. Розташований за адресою: вул. Марата, буд. 31. У храмі регулярно проводяться органні концерти.

## Історія
У 1859 курська католицька громада, що складається з приблизно тисячі вірян, звернулася з проханням дозволити будівництво храму. Дозвіл отримано лише наприкінці ХІХ століття, до цього служби велися в невеликому молитовному будинку. Будівництво храму Успіння почалося 1892 року й закінчилося через чотири роки, 1896 року. Храм зведений у неоготичному стилі з двома вежами-шпилями, із 27 позолоченими хрестами, розташованими на порталі та з боків храму, багато прикрашений мозаїкою.
У храмі Успіння Богоматері вінчався і хрестив доньку відомий художник Казимир Малевич.
Після революції 1917 року храм деякий час функціонував, однак у 1938 році був закритий, настоятель та активісти парафії розстріляні. Більшість начиння знищено й пограбовано. У будівлі спочатку відкрили антирелігійний музей, а потім розмістили склад. У 1970 році будинок відреставровано (під час війни в одну з веж влучила бомба) і в ньому розмістився Будинок культури.
Відновлення нормальної діяльності Католицької церкви в Росії почалося в 1990-х роках. 1993 року в Курську зареєстровано католицьку громаду, 1997 року будівлю храму повернуто церкві. У 2006 році парафіяльна громада урочисто відзначала 110-річчя храму.
Улітку 2016 року розпочалося будівництво нового парафіяльного будинку, який розташовується на території храму (вул. Марата, буд. 33). Роботою керував настоятель монсеньйор Петер Фідермак. Навесні 2017 року будівництво завершено. Також під керівництвом отця Петера облаштовано територію навколо будинку. У жовтні 2017 року парафіяльний будинок названий на честь святого Петра.
11 листопада 2018 року парафію очолив отець Кшиштоф Буяк. Зараз парафію очолює отець Пітер Ечесірім Анозіє.

## Храм Успіння Богородиці на дореволюційних поштових листівках

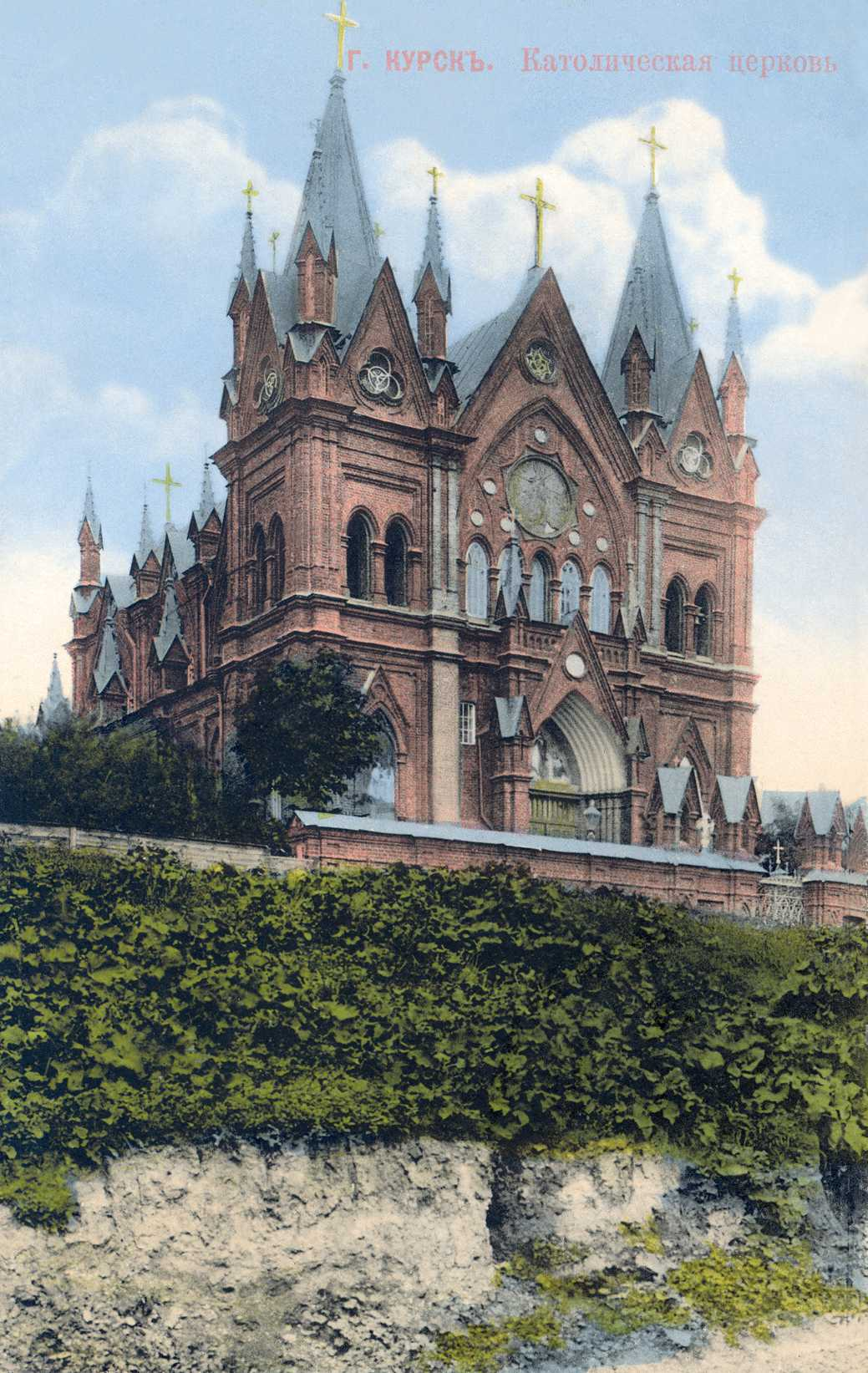
Костел Успіння Діві Марії. Світлина М. Кампеля на поштовій листівці контрагентства О. С. Суворіна та Ко. М. 1914 р.
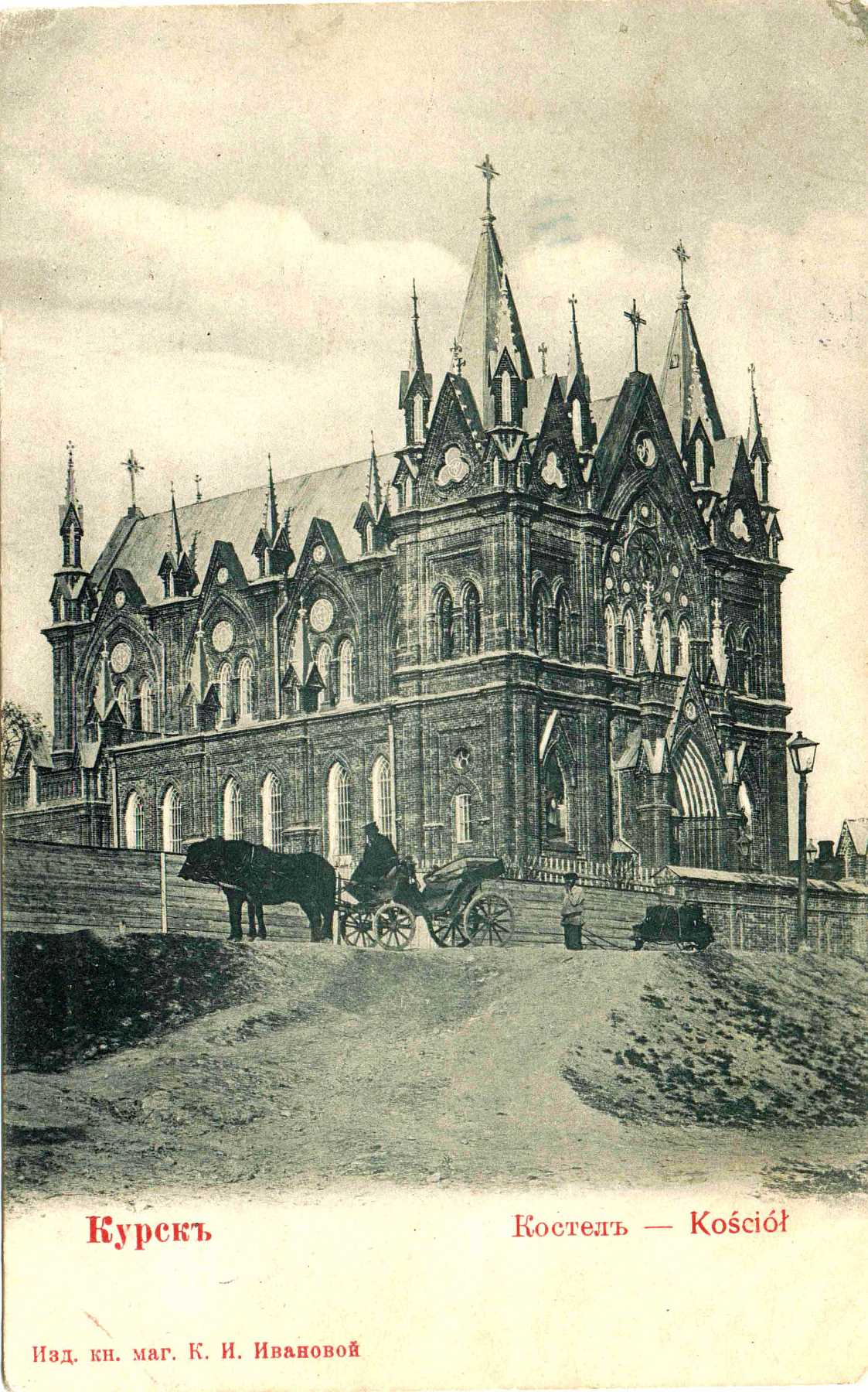
Католицький храм Успіння Пресвятої Богородиці в Курську. Поштова картка початку XX ст.
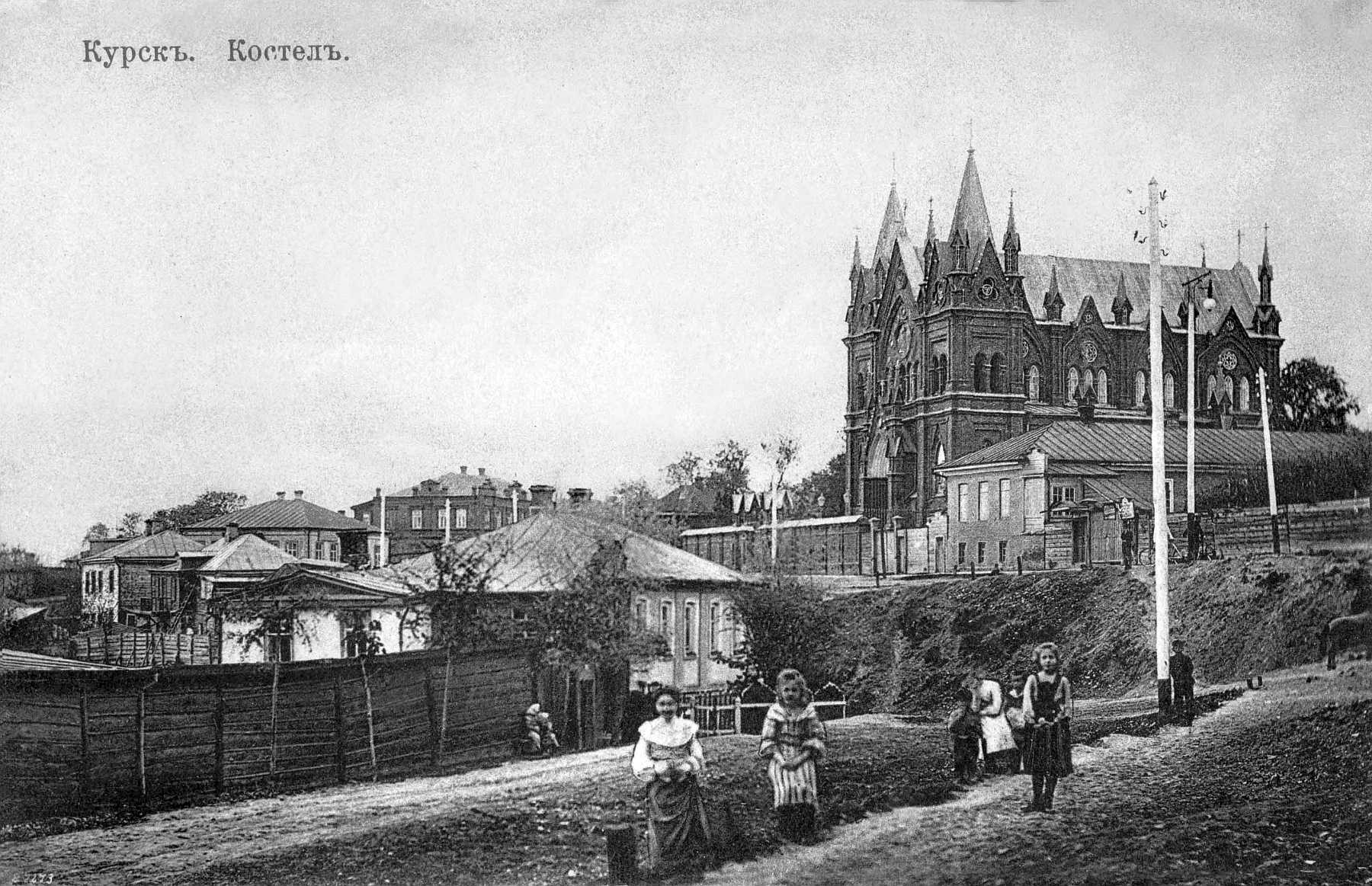
Католицький храм Успіння Пресвятої Богородиці в Курську. Вид з боку Нижньої Вітальні вулиці. Праворуч від храму будинок ксьондза. У центрі будинок міщанки В. І. Краснощокової. Поштова картка початку XX ст.
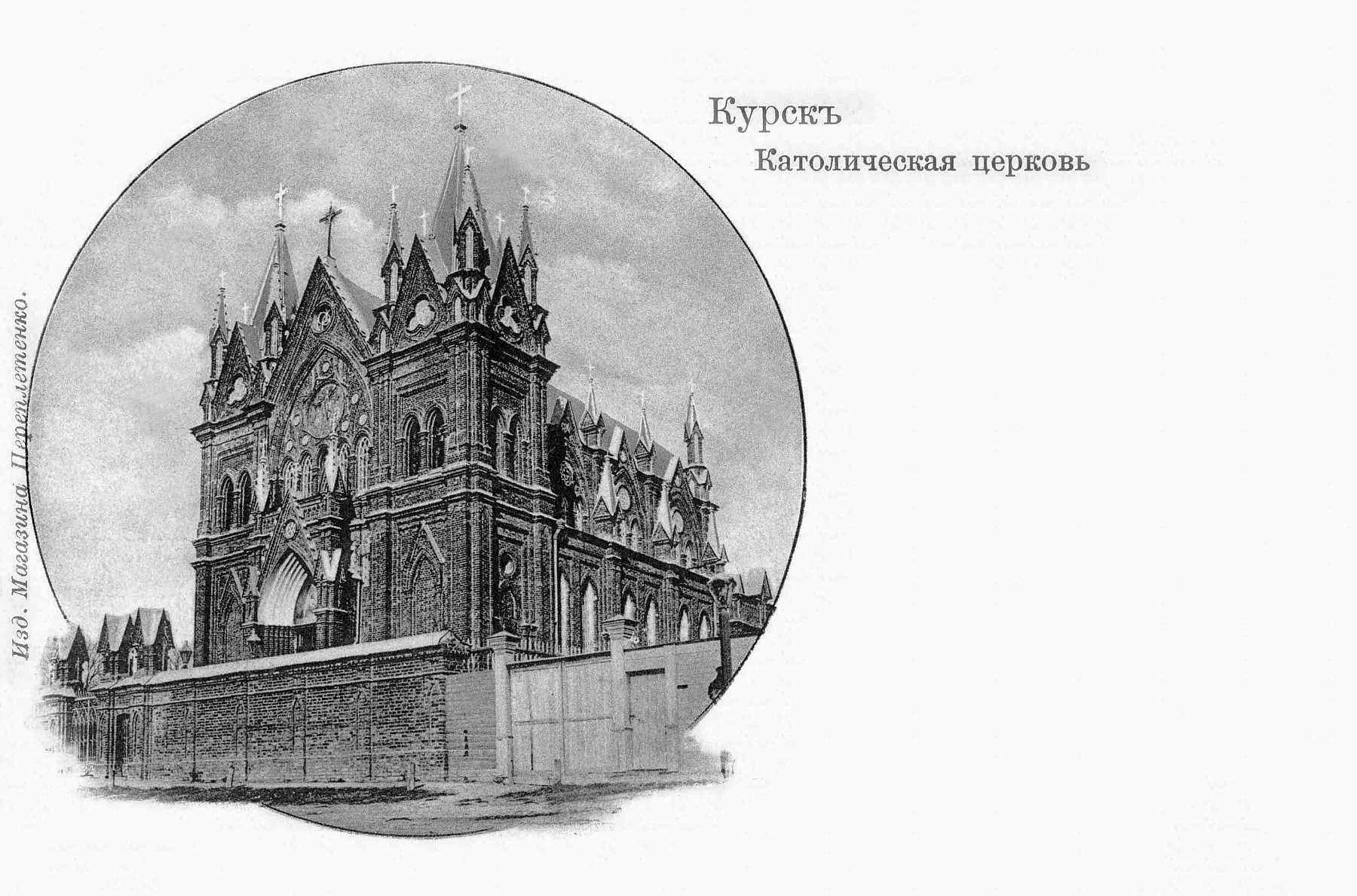
Католицький храм Успіння Пресвятої Богородиці в Курську на поштовій картці початку XX століття